# Elezioni parlamentari in Lituania del 2016
Le elezioni parlamentari in Lituania del 2016 si tennero il 9 ottobre (primo turno) e il 23 ottobre (secondo turno) per il rinnovo del Seimas. In seguito all'esito elettorale, l'indipendente Saulius Skvernelis divenne Primo ministro.

## Risultati
| Liste                                                          | Riepilogo nazionale | Riepilogo nazionale | Riepilogo nazionale | Seggi   | Seggi  |
| Liste                                                          | Voti                | %                   | Seggi               | Collegi | Totale |
| -------------------------------------------------------------- | ------------------- | ------------------- | ------------------- | ------- | ------ |
| Unione della Patria - Democratici Cristiani di Lituania        | 276.275             | 22,63               | 20                  | 11      | 31     |
| Unione dei Contadini e dei Verdi di Lituania                   | 274.108             | 22,45               | 19                  | 35      | 54     |
| Partito Socialdemocratico di Lituania                          | 183.597             | 15,04               | 13                  | 4       | 17     |
| Movimento dei Liberali della Repubblica di Lituania            | 115.361             | 9,45                | 8                   | 6       | 14     |
| Partito di Centro di Lituania - Partito dei Pensionati Lituani | 77.114              | 6,32                | -                   | 1       | 1      |
| Azione Elettorale dei Polacchi in Lituania                     | 69.810              | 5,72                | 5                   | 3       | 8      |
| Ordine e Giustizia                                             | 67.817              | 5,55                | 5                   | 3       | 8      |
| Partito del Lavoro                                             | 59.620              | 4,88                | -                   | 2       | 2      |
| Unione della Libertà di Lituania (Liberali)                    | 27.274              | 2,23                | -                   | -       | -      |
| Partito dei Verdi di Lituania                                  | 24.727              | 2,03                | -                   | 1       | 1      |
| Lista della Lituania                                           | 21.966              | 1,80                | -                   | 1       | 1      |
| Partito Popolare di Lituania                                   | 12.851              | 1,05                | -                   | -       | -      |
| Unione dei Nazionalisti Lituani - Giovane Lituania             | 6.867               | 0,56                | -                   | -       | -      |
| Via del Coraggio                                               | 3.498               | 0,29                | -                   | -       | -      |
| Indipendenti                                                   | -                   | -                   | -                   | 4       | 4      |
| Totale                                                         | 1.220.885           |                     | 70                  | 71      | 141    |